# Definitive Jux
Definitive Jux, ou Def Jux, est un label indépendant de hip-hop underground américain, situé à New York, dans l'État de New York. Il est fondé en 1999 par Jaime Meline (El-P) et Amaechi Uzoigwe, deux membres de Company Flow.

## Histoire
En 1999, le groupe Company Flow quitte Rawkus en 1999. Les deux membres, Jaime Meline (El-P) et Amaechi Uzoigwe, fondent initialement Definitive Jux sous le nom de Def Jux. Cependant, le label populaire de hip-hop Def Jam Recordings poursuivra Def Jux en justice en 2001 à cause de la ressemblance du nom. Les poursuites sont classées sans suite et le nom est officiellement changé en Definitive Jux. Dans un entretien avec Pitchfork, El-P décrit l'idée derrière Def Jux : « La vision que j'espérais était comme celle de Rawkus : publier de la musique constante et intéressante de différentes variétés avec différentes voix et différents styles de production. En gros, avoir un label qui présente une nouvelle musique au monde. »
En 2001, Def Jux publie deux albums emblématiques que sont The Cold Vein de Cannibal Ox (produit par El-P) et Labor Days d'Aesop Rock. En 2002, le label publie I Phantom de Mr. Lif, que ce dernier rééditera en 2015 au label Mello Music Group. En 2007, le label signe Del tha Funkee Homosapien.
En février 2010, El-P annonce que le label, bien que toujours actif en matière de ventes et de marchandises, est « en pause », ainsi que plusieurs changements qui s'opéreront. Il explique également s'être rétrogradé en tant que directeur artistique Definitive Jux afin de se consacrer à la production, et à devenir un musicien à plein temps,. La même année, le magazine Complex établit une liste des 25 meilleures chansons publiées par Definitive Jux.

## Membres
Definitive Jux compte ou a compté entre autres dans ses rangs : Cage, Hangar 18, RJD2, El-P, Tame One, Aesop Rock, Murs, Mr. Lif, C-Rayz Walz, Cannibal Ox, Rob Sonic, Del tha Funkee Homosapien, Camu Tao, Despot, S.A. Smash, Party Fun Action Committee, Cool Calm Pete, et Sonic Sum.

## Discographie
- 2001 : Cannibal Ox - The Cold Vein
- 2001 : Aesop Rock - Labor Days
- 2002 : RJD2 - Deadringer
- 2002 : Mr. Lif - I Phantom
- 2002 : El-P - Fantastic Damage
- 2003 : RJD2 - The Horror
- 2003 : Aesop Rock - Bazooka Tooth
- 2004 : RJD2 - Since We Last Spoke
- 2004 : El-P - Collecting the Kid
- 2004 : Rob Sonic - Telicatessen
- 2004 : The Perceptionists - Black Dialogue
- 2005 : C-Rayz Walz - Year of the Beast
- 2005 : Aesop Rock - Fast Cars, Danger, Fire and Knives
- 2006 : Mr. Lif - Mo' Mega
- 2007 : El-P - I'll Sleep When You're Dead
- 2007 : Aesop Rock - None Shall Pass
- 2007 : Hangar 18 - Sweep the Leg
- 2007 : Rob Sonic - Sabotage Gigante
- 2007 : Sonic Sum - Films (réédition)
- 2008 : Del tha Funkee Homosapien - Eleventh Hour